# Denis Dmitriev
Denis Sergeevič Dmitriev (in russo Денис Сергеевич Дмитриев?; Tyrnovo, 23 marzo 1986) è un pistard russo, medaglia di bronzo olimpica 2016 e campione del mondo 2017 nella specialità della velocità, oltre che vincitore di quattro titoli europei.

## Palmarès
- 2008

Campionati europei Jr & U23, Velocità a squadre Under-23 (con Pavel Jakuševskij e Stojan Vasev)
- 2009

Grand Prix Germany, Velocità a squadre (con Sergej Borisov e Sergej Kučerov)
Memorial Lesnikov, Velocità
Memorial Lesnikov, Velocità a squadre (con Sergej Borisov e Sergej Kučerov)
- 2010

Memorial Lesnikov, Velocità a squadre (con Sergej Borisov e Sergej Kučerov)
Campionati europei, Velocità
- 2012

3ª prova Coppa del mondo 2011-2012, Velocità a squadre (Pechino, con Sergej Borisov e Sergej Kučerov)
Memorial Lesnikov, Velocità a squadre (con Sergej Borisov e Nikita Šuršin)
Grand Prix Moscow, Velocità
Campionati europei, Velocità
- 2013

3ª prova Coppa del mondo 2012-2013, Velocità (Aguascalientes)
Fenioux Piste International, Velocità
Campionati europei, Velocità
- 2014

Memorial Lesnikov, Velocità
Memorial Lesnikov, Keirin
- 2015

3ª prova Coppa del mondo 2014-2015, Velocità (Cali)
Cottbuser SprintCup, Velocità
Japan Track Cup #2, Velocità
1ª prova Coppa del mondo 2015-2016, Velocità (Cali)
- 2016

Memorial Lesnikov, Velocità
- 2017

3ª prova Coppa del mondo 2016-2017, Velocità (Cali)
4ª prova Coppa del mondo 2016-2017, Velocità (Los Angeles)
Campionati del mondo, Velocità
Japan Track Cup #1, Keirin
Japan Track Cup #2, Velocità
4ª prova Coppa del mondo 2017-2018, Velocità a squadre (Santiago, con Shane Perkins e Pavel Jakuševskij)
- 2018

Grand Prix Moscow, Velocità
Campionati russi, Velocità
- 2019

Grand Prix Moscow, Velocità
Campionati russi, Keirin
- 2020

Grand Prix Moscow, Velocità a squadre (con Aleksandr Šarapov e Nikita Šuršin)
Campionati russi, Velocità
Campionati europei, Velocità a squadre (con Ivan Gladyšev, Pavel Jakuševskij e Aleksandr Šarapov)
- 2021

Grand Prix Moscow, Velocità
Grand Prix Moscow, Keirin

## Piazzamenti

### Competizioni mondiali
- Campionati del mondo

Manchester 2008 - Velocità: 37º
Pruszków 2009 - Velocità: 25º
Ballerup 2010 - Velocità: 22º
Ballerup 2010 - Velocità a squadre: 6º
Apeldoorn 2011 - Velocità: 21º
Apeldoorn 2011 - Velocità a squadre: 5º
Melbourne 2012 - Velocità: 30º
Melbourne 2012 - Velocità a squadre: 6º
Minsk 2013 - Velocità: 2º
Minsk 2013 - Keirin: 21º
Minsk 2013 - Velocità a squadre: 5º
Cali 2014 - Velocità: 3º
Cali 2014 - Velocità a squadre: 4º
St. Quentin-en-Yvelines 2015 - Velocità a squadre: 4º
St. Quentin-en-Yvelines 2015 - Keirin: 13º
St. Quentin-en-Yvelines 2015 - Velocità: 2º
Londra 2016 - Velocità: 3º
Londra 2016 - Velocità a squadre: 7º
Hong Kong 2017 - Velocità: vincitore
Apeldoorn 2018 - Velocità: 6º
Pruszków 2019 - Velocità a squadre: 3º
Pruszków 2019 - Velocità: 5º
Berlino 2020 - Velocità a squadre: 5º
Berlino 2020 - Keirin: 13º
Berlino 2020 - Velocità: 9º
- Giochi olimpici

Pechino 2008 - Velocità: 18º
Pechino 2008 - Keirin: 17º
Pechino 2008 - Velocità a squadre: 12º
Londra 2012 - Velocità: 5º
Londra 2012 - Velocità a squadre: 7º
Rio de Janeiro 2016 - Velocità: 3º
Rio de Janeiro 2016 - Keirin: 13º
Tokyo 2020 - Velocità a squadre: 6º
Tokyo 2020 - Velocità: 4º
Tokyo 2020 - Keirin: 16º

### Competizioni europee
- Campionati europei

Pruszków 2010 - Velocità: vincitore
Apeldoorn 2011 - Velocità: 3º
Panevėžys 2012 - Velocità: vincitore
Panevėžys 2012 - Keirin: 3º
Apeldoorn 2013 - Velocità: vincitore
Apeldoorn 2013 - Velocità a squadre: 3º
Baie-Mahault 2014 - Velocità a squadre: 3º
Baie-Mahault 2014 - Keirin: 3º
Grenchen 2015 - Keirin: 3º
Berlino 2017 - Velocità a squadre: 4º
Berlino 2017 - Velocità: 3º
Berlino 2017 - Keirin: 5º
Glasgow 2018 - Velocità a squadre: 5º
Glasgow 2018 - Velocità: 6º
Glasgow 2018 - Keirin: 11º
Apeldoorn 2019 - Velocità a squadre: 5º
Apeldoorn 2019 - Velocità: 4º
Apeldoorn 2019 - Keirin: 2º
Plovdiv 2020 - Velocità a squadre: vincitore
Plovdiv 2020 - Velocità: 2º
Plovdiv 2020 - Keirin: 2º
Grenchen 2021 - Velocità a squadre: 5º
Grenchen 2021 - Velocità: 9º
Grenchen 2021 - Keirin: 13º